# Eurostopodus diabolicus
Eurostopodus diabolicus là một loài chim trong họ Caprimulgidae. Loài chim này có kích cỡ trung bình, lông đốm, lông màu xám đậm, là loài đặc hữu đảo Sulawesi của Indonesia. Loài này được phát hiện bởi Gern Heinrich, một nhà lịch sử tự nhiên người Đức vào năm 1931 và ông đã sưu tập một mẫu vật chim mái từ núi Klabat trên bán đảo Minahasa Bắc Sulawesi. Trong những thập kỷ tiếp theo, có một vài báo cáo chưa được xác nhận về việc nhìn thấy và nghe thấy tiếng hót của loài chim này, nhưng loài này đã không chính thức hồi sinh cho đến năm 1996 khi David Bishop và Jared Diamond tích cực xác định nó trong vườn quốc gia Lore Lindu. Điều này đã tăng phạm vi ước tính của chim lên 750 km.  Loài này đã được quan sát và mô tả trong văn chương nhiều lần.